# Зереш
Зереш (ивр.זרש) была женой Амана, который упоминается в еврейской Книге Есфирь.
Она посоветовала мужу приготовить во дворе бревно с перекладиной наверху (виселицу) для Мардохея. Но Зереш вскоре ему сказала что он не победит его. Она была права, повесили его а не Мардохея.
Имела десять сыновей:Паршандата, Дальфона, Аспата, Пората, Адалья, Аридата, Пармашта, Арисая, Аридая, Вайзата. Неизвестно куда пропали они, но есть две версии: либо были убиты в бою, либо повешены Артаксерсом на той же виселице, что их отец.